# کاسپارس کامبالا
کاسپارس کامبالا (انگلیسی: Kaspars Kambala؛ زادهٔ ۱۳ دسامبر ۱۹۷۸) یک بازیکنبسکتبال اهل لتونی است.